# Zero Chou
Zero Chou (Keelung, 24 luglio 1969) è una regista taiwanese.

## Vita e carriera
Chou è nata a Keelung, in Taiwan. Si è laureata in filosofia alla Università Governance Nazionale nel 1992. Ha lavorato come giornalista prima di diventare una regista
È stata riconosciuta come una delle più talentuose registe di documentari taiwanesi degli ultimi anni. Ha anche ricevuto molti riconoscimenti in giro per il mondo.
Dal 2017 sta filmando una serie da sei film chiamata "Six Asian Cities Rainbow Project".

## Riconoscimenti
- Vincitrice del Film Festival per il Miglior Documentario (2002).
- Vincitrice del Festival internazionale di Marsiglia per il Miglior Documentario (2003).
- Vincitrice del Golden Horse Film Festival per il Miglior Make Up e Costumi (2004)
- Vincitrice del Golden Horse Film Festival per la Colonna Sonora Più Originale (2004)
- Vincitrice del Golden Horse Film Festival per Il Miglior Film Taiwanese dell'Anno (2004)
- Vincitrice della Prima Edizione CJ Asia Indipendent Film Festival per Premio del Pubblico
- Vincitrice del Teddy Award per il Miglior Film Gay/Lesbico al Festival internazionale del cinema di Berlino.